# Stappenmethode
De Stappenmethode is een didactische methode om te leren schaken. Veel scholen en schaakclubs gebruiken deze methode voor hun schaaklessen. Het is de officiële methode van de Koninklijke Nederlandse Schaakbond (KNSB).
Het is een concentrische leermethode, die bestaat uit een zestal 'stappen', opklimmend in moeilijkheidsgraad. De methode is ontworpen door de Rotterdamse onderwijzer en internationaal schaakmeester Cor van Wijgerden samen met Rob Brunia. Bij iedere stap hoort een handleiding en een werkboek. De tekeningen in de werkboeken zijn vervaardigd door Rupert van der Linden. Ook de bijbehorende diploma's worden door Van der Linden getekend.
De methode kan klassikaal worden gebruikt, of individueel. Voor individuele zelfstudie zijn de boekjes "Lekker schaken" uitgebracht, die op de Stappenmethode gebaseerd zijn. De methode is geschikt voor kinderen en volwassenen.
Het belangrijkste verschil tussen de oude benadering en de hedendaagse Stappenmethode, is dat de oude benadering het schaken in de breedte introduceert (inclusief openingskennis, schaakhistorie e.d.), terwijl de Stappenmethode vooral gericht is op het systematisch opbouwen van tactische vaardigheden. In feite gaat het daarbij om het ontwikkelen van patroonherkenning. De keuze voor nadruk op tactische vaardigheden is gemaakt omdat tactisch correct spel een voorwaarde is om de schaakstrategie in de praktijk te kunnen brengen.

## Opzet
De opgaven zijn bijna allemaal schaakproblemen. In deze opgaven is er een schaakstelling gegeven met de opdracht een bepaald aantal zetten te doen. In stap 1 wordt gestart met het benoemen van de velden, daarna moet de leerling aangeven hoe de zes schaakstukken lopen. Na deze introductie worden alle spelregels behandeld. Er bestaan nu zes stappen, die vooral het volgende behandelen:
- Stap 1: Spelregels
- Stap 2: Begin tactiek en positiespel
- Stap 3: Verdediging en eerste pionneneindspelen
- Stap 4: Voorbereidende zet, positionele aspecten
- Stap 5: Eindspel
- Stap 6: Strategie

Iedere stap bestaat uit ongeveer 15 lessen. Na elke (ongeveer) 5 lessen komt er een toets met de onderdelen Herhaling en Mix. De herhalingsopgaven herhalen de stof, de mixopgaven zijn relatief moeilijker, daar is geen aanduiding van het thema van de oefening en daardoor lijken de mixopgaven het meest op een echte partij.
Elke stap kan worden afgesloten met een examen. Na een voldoende resultaat ontvangt de leerling het diploma van de bijbehorende stap.